# Relações entre Brasil e Turquia
As relações entre Brasil e Turquia são as relações diplomáticas estabelecidas entre a República Federativa do Brasil e a República da Turquia. O Brasil possui uma embaixada em Ankara e um Consulado-Geral em Istambul, e a Turquia possui uma embaixada em Brasília e um consulado em São Paulo.
A crescente influência regional da Turquia, conquistada graças ao seu apoio a diversos movimentos da Primavera Árabe, tem feito com que o país se torne um aliado estratégico do Brasil no Oriente Médio, em termos políticos e comerciais.
As relações diplomáticas entre os dois países ganharam destaque internacional em 2010, quando ambos participaram ativamente de uma negociação para que o Irã aceitasse enriquecer urânio do seu programa nuclear no exterior.

## História

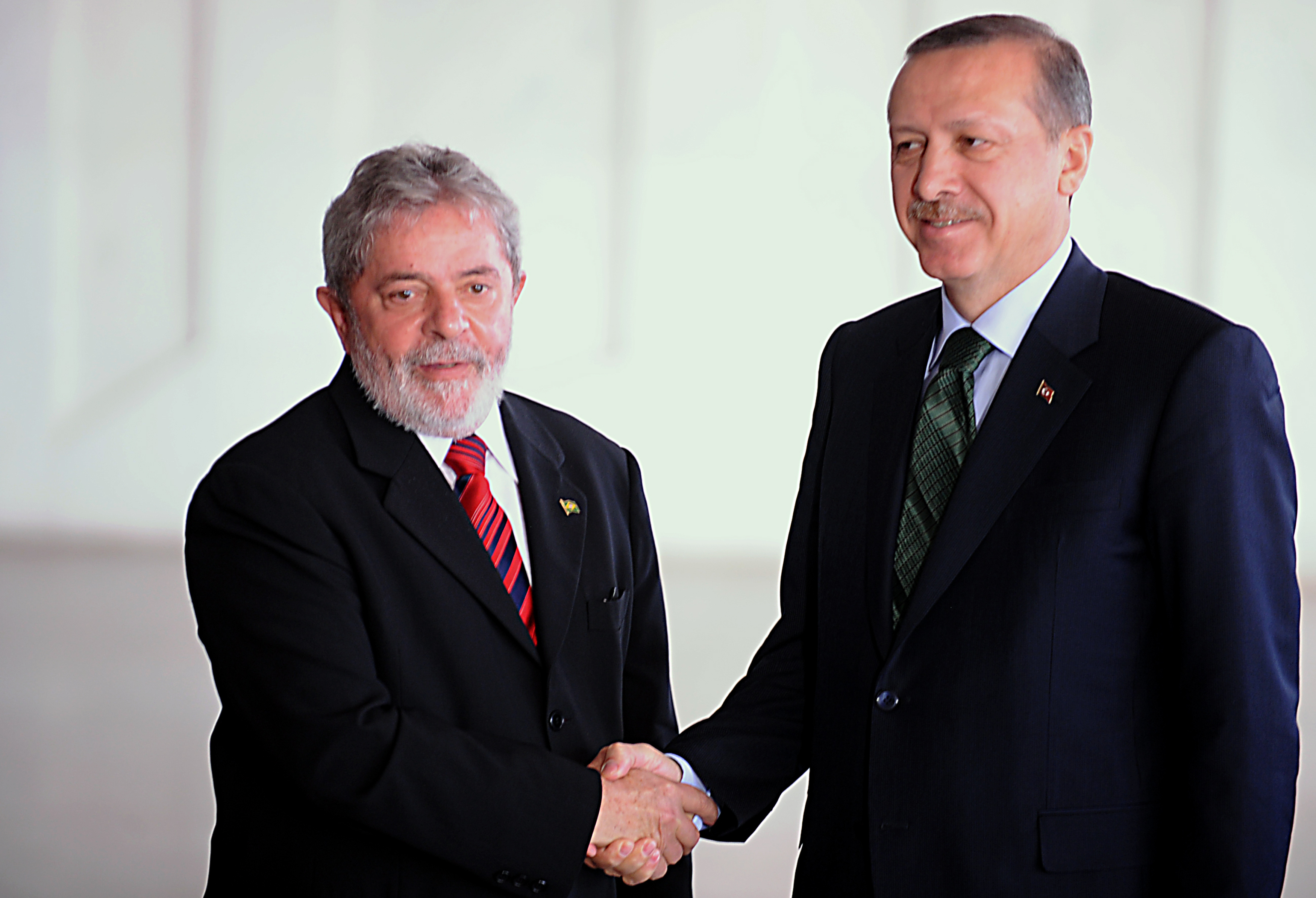
O presidente Luiz Inácio Lula da Silva recebe o primeiro-ministro da Turquia, Recep Tayyip Erdoğan, no Palácio Itamaraty (2010).

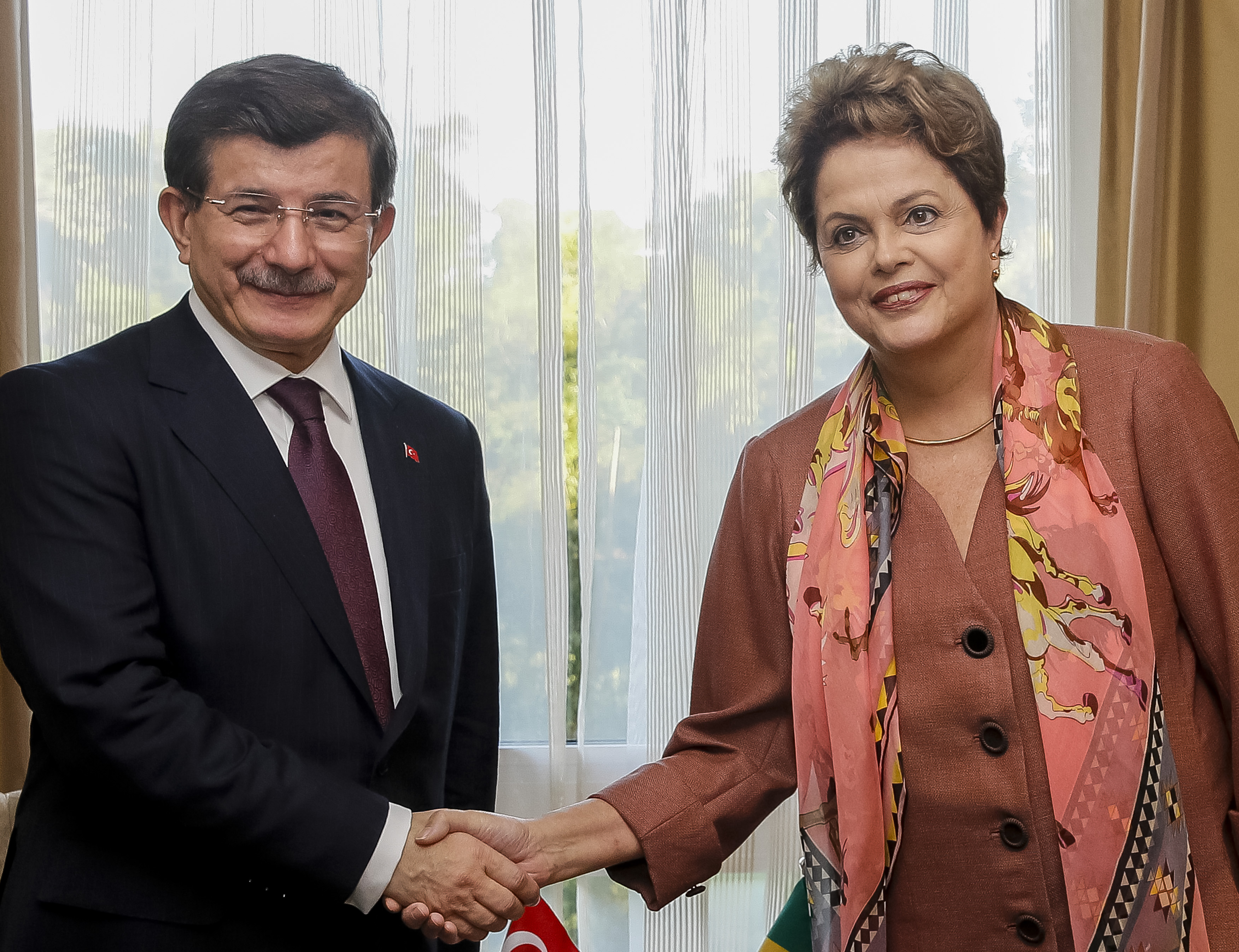
A então presidente Dilma Rousseff durante encontro bilateral com Primeiro-ministro da Turquia, Ahmet Davutoğlu (2014).

As relações entre ambos os países começaram em 1858, com a assinatura do Tratado de Amizade e Comércio entre o Império do Brasil e o Império Otomano. Em 1876, o rei Pedro II do Brasil visitou Líbano e Palestina, então partes do Império Otomano. Em 1927, houve o estabelecimento do mesmo tratado, porém desta vez entre as atuais República Federativa do Brasil (na época Estados Unidos do Brasil) e República da Turquia.
Em outubro de 2011, foi assinado, em Ancara, o Auxílio Jurídico Mútuo em Matéria Penal entre as duas repúblicas. Ele foi aprovado pelo Congresso Nacional em 2014, entrando em vigor para a República Federativa do Brasil, no plano jurídico externo, um ano depois. Em maio de 2017, o Presidente Michel Temer assinou o Decreto Nº 9.065, promulgando tal acordo.

## Comércio
As transações comerciais entre Brasil e Turquia deram um salto de mais de 60% em 2010, atingindo US$ 1,6 bilhão. Nos primeiros oito meses de 2011, o volume comercial entre ambos chegou perto de igualar-se aos números do ano anterior.